# Мустафа Аміні
Мустафа Аміні (англ. Mustafa Amini; нар. 20 квітня 1993, Сідней) — австралійський футболіст афгано-нікарагуанського походження, півзахисник клубу «Боруссія» (Дортмунд).
Насамперед відомий виступами за клуб «Сентрал-Кост Марінерс», а також молодіжну збірну Австралії.

## Клубна кар'єра
Народився 20 квітня 1993 року в місті Сідней. Вихованець юнацьких команд футбольних клубів «Дандас Юнайтед», «Ґрейстенз», «Блектаун Сіті Демонс», «НСВІС», «Канберра Сіті», «АІС» та «Боруссія» (Дортмунд).
У дорослому футболі дебютував 2010 року виступами за команду клубу «Сентрал-Кост Марінерс», в якій провів два сезони, взявши участь у 51 матчі чемпіонату. Більшість часу, проведеного у складі «Сентрал-Кост Марінерс», був основним гравцем команди.
До складу клубу «Боруссія» (Дортмунд) приєднався 2012 року.

## Виступи за збірні
2009 року дебютував у складі юнацької збірної Австралії, взяв участь у 2 іграх на юнацькому рівні.
Протягом 2010—2011 років залучався до складу молодіжної збірної Австралії. На молодіжному рівні зіграв у 16 офіційних матчах, забив 4 голи.

## Статистика виступів

### Статистика клубних виступів
| Сезон                           | Команда                         | Чемпіонат                       | Чемпіонат | Чемпіонат | Національний кубок | Національний кубок | Національний кубок | Континентальні кубки | Континентальні кубки | Континентальні кубки | Інші змагання | Інші змагання | Інші змагання | Усього | Усього |
| Сезон                           | Команда                         | Ліга                            | Ігор      | Голів     | Ліга               | Ігор               | Голів              | Ліга                 | Ігор                 | Голів                | Ліга          | Ігор          | Голів         | Ігор   | Голів  |
| ------------------------------- | ------------------------------- | ------------------------------- | --------- | --------- | ------------------ | ------------------ | ------------------ | -------------------- | -------------------- | -------------------- | ------------- | ------------- | ------------- | ------ | ------ |
| 2010–11                         | «Сентрал-Кост Марінерс»         | АЛ                              | 23        | 1         | КА                 | 2                  | 2                  | -                    | -                    | -                    | -             | -             | -             | 25     | 3      |
| 2011–12                         | «Сентрал-Кост Марінерс»         | АЛ                              | 28        | 4         | КА                 | 3                  | 2                  | АФК                  | 4                    | 2                    | -             | -             | -             | 35     | 8      |
| Усього за Сентрал-Кост Марінерс | Усього за Сентрал-Кост Марінерс | Усього за Сентрал-Кост Марінерс | 51        | 5         |                    | 5                  | 4                  |                      | 4                    | 2                    |               | -             | -             | 60     | 11     |
| 2012–13                         | «Боруссія» (Дортмунд)           | БЛ                              | 0         | 0         | КН                 | 0                  | 0                  | ЛЧ                   | 0                    | 0                    | -             | -             | -             | 0      | 0      |
| Усього за кар'єру               | Усього за кар'єру               | Усього за кар'єру               | 51        | 4         |                    | 5                  | 4                  |                      | 4                    | 2                    |               | -             | -             | 60     | 11     |